# Adolf Hering
Adolf Emil Hering (* 7. Dezember 1863 in Bosemb, Landkreis Sensburg, Provinz Preußen; † 14. Juni 1932 in Rauschen, Samland, Ostpreußen) war ein deutscher Maler und Illustrator.

## Leben
Adolf Emil Hering studierte von 1881 bis 1885 an der Kunstakademie Königsberg bei Carl Steffeck. Anschließend malte er u. a. Altarbilder in den Kirchen von Rauschen und Rößel sowie die Wandgemälde im großen Saal des Stadtmissionshauses in Königsberg. Ab 1899 war Hering in Berlin tätig. Im selben Jahr stellte er sein Gemälde von der Erschießung der elf Schill’schen Offiziere vor Wesel vom 16. September 1809 aus.
Hering arbeitete als freischaffender Maler und hatte 1907 bis 1908 sein Atelier in der Lützowstraße 82. Er erledigte häufig auch Auftragsarbeiten wie z. B. Buchillustrationen, Illustrationen für Die Gartenlaube oder Vorlagen für Ansichtskarten und Postkarten.
Gemälde von Adolf Hering befinden sich im Niedersächsischen Landesmuseum Hannover sowie in Privatbesitz.

## „Der Tod und das Mädchen“ (1900)

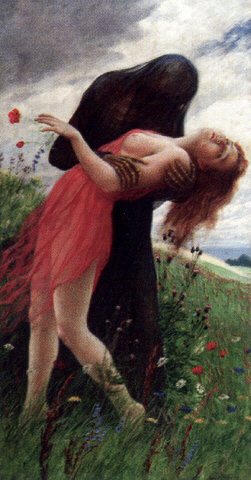
Adolf Hering: „Der Tod und das Mädchen“

Zu seinen bedeutendsten Kunstwerken zählt das Gemälde „Der Tod und das Mädchen“ (1900), Öl auf Leinwand, Größe 149 cm × 78 cm. Die Künstlersignatur „Adolf Hering“ ist unten rechts angebracht. Rückseitig befindet sich die Entwurfsstudie. Das Gemälde befindet sich noch in seinem Originalrahmen, auf dem Keilrahmen ist ein alter Klebezettel mit der Anschrift des Künstlers befestigt. Im Jahre 2002 wurde das Gemälde von einem privaten Kunstsammler für 650 € bei einer Auktion erworben. Sein derzeitiger Standort ist nicht bekannt.
Ein sehr interessanter Aspekt dieses Gemäldes ist, dass der Tod als Freund kommt und das Mädchen liebevoll in seinen Armen auffängt. Sein Gesicht ist verhüllt, um dem Mädchen keine Angst einzuflößen. Die Symbolik dieser Darstellung legt den Schluss nahe, dass das Mädchen an einer langen, schmerzhaften Krankheit litt und den Tod herbeisehnte. Der künstlerische Gesamtausdruck des Werkes ist sowohl friedlich als auch ungemein berührend.
Meisterlich fing Hering den Augenblick ein, in dem das Mädchen nicht mehr voll im Leben steht, jedoch auch noch nicht verstorben ist. Dies lässt sich sehr gut daran erkennen, dass das rechte Bein, noch mit Lebensenergie, gerade und fest auf dem Boden steht, während das linke Bein bereits abgewinkelt und kraftlos die Erde nur noch mit den Zehenspitzen berührt. Unterstrichen wird das Szenario eindrucksvoll durch die dunklen Wolken, die sich unausweichlich vor die weißen Wolken des Himmels schieben. Die fallende Blume, die in dem Moment den Händen des Mädchens entgleitet in dem der Tod sie umfängt, trägt ebenfalls die deutliche Symbolik des Sterbens in sich.
Der Tod und das Mädchen wurde damals zusätzlich als gedruckte Ansichtskarte herausgegeben und war ein sehr beliebtes Motiv seiner Zeit.

## Weitere Gemälde Herings
- Heldentod der elf Schillschen Offiziere vor Wesel
- Am Abend

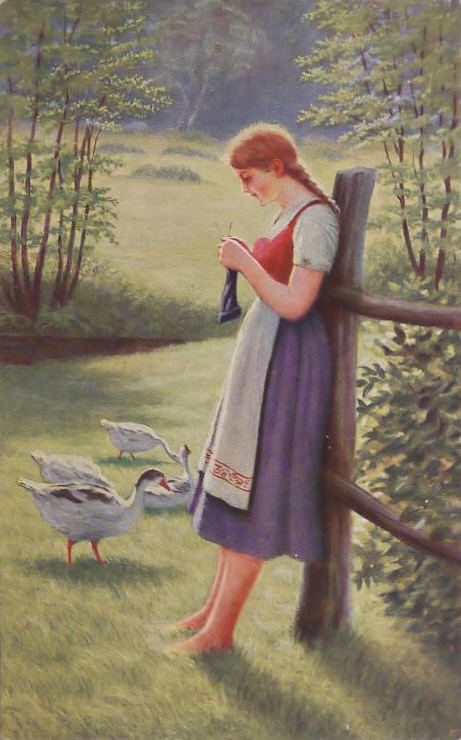
Gänseliesel

- Ingeborg (Ingeborg Eriksdotter (Schweden))
- Ein süßes Geheimnis
- Die Gänseliesel
- Wilhelm II
- František
- Auf der Wiese
- Bilder von den Masurischen Seen
- Ein Wiederfinden
- Junge Frau bei der Näharbeit
- Sommer
- Eine Frage
- Kameraden
- Lieselott
- Feldblumen
- Für die Freiheit
- Liebesgeständnis